# صابر 2011 (ألبوم)
صابر 2011 هو الألبوم الرابع عشر للمطرب التونسي صابر الرباعي,تم إنتاجه و توزيعه سنة 2011 من إنتاج و توزيع روتانا. 

## قائمة الأغاني
- عد حبايبك
- عاشق مغروم
- أنا والعذاب
- يا عسل
- نمشة ونمشة
- ما تبكيش
- حب الأسمراني
- إن شاء الله ربي
- بعشقك